# Iveco 220/240
La série IVECO 220/240 est un camion polyvalent lourd, porteur ou tracteur de semi-remorques, fabriqué par le constructeur italien IVECO de 1979 à 1986.

## Histoire

### Le contexte
Jusqu'en 1976, le code de la route italien était assez restrictif au niveau de la charge à l'essieu ce qui obligeait à augmenter le nombre d'essieux. C'est ainsi que les camions italiens des années 1960 et 70 ont été surnommés "mille pattes" en raison des quatre essieux du porteur et des quatre autres essieux de la remorque. Les semi-remorques ne comportaient que cinq essieux, deux ou trois sur le tracteur et trois ou deux sur la semi mais ne disposaient que de 40 t de PTRA, alors que le train routier 4+4 circulait avec 44 tonnes. Par comparaison, en France, où la charge à l'essieu a toujours été de 13 t (au lieu de 10 t en Italie), le PTRA ne pouvait dépasser 35 tonnes !!
Tout devait changer avec un code de la route européen annoncé pour 1974 mais rien ne venait... certains pays ne voulaient pas déroger à leur "spécificité" des 13 tonnes à l'essieu tout en limitant le poids total...!!?? Alors, l'Italie s'est dotée d'un nouveau code en 1976 qui changeait quelque peu les contraintes et accordait aux transporteurs italiens :
- 18 t sur un 4x2 normal, 20 t pour un 4x2 de chantier MO ("Mezzo d'Opera"),
- 24 t pour un porteur 6x2,
- 30 t pour un 6x4 normal, 33 t pour un véhicule chantier homologué "mezzo d'opera",
- 36 t pour un 8x4 normal, 40 t pour un véhicule de chantier "mezzo d'opera",
- 40 t pour un semi-remorque avec un tracteur en 4x2 et 3 essieux dont un essieu simple autodirectionnel sur la semi, (à partir de 1982, le PTRA autorisé est passé à 44 tonnes),
- 44 t pour un train routier type 6x2/2 pour un porteur plus une remorque à 3 essieux, dito pour un semi-remorque avec un tracteur en 6x2/2 et 3 essieux dont un essieu simple autodirectionnel sur la semi.
- 56 t pour une semi homologuée de chantier "mezzo d'opera", avec un tracteur 6x4.

Ces capacités de transport étaient assorties d'une contrainte : disposer d'une puissance minimale de 8 ch DIN par tonne transportée, d'où la fameuse barre des 352 ch pour respecter ce minimum 44 tonnes x 8 ch/t = 352 ch.
Le constructeur italien Fiat V.I. avait lancé la gamme Fiat 170/190 conformément à cette nouvelle réglementation, la gamme "170" pour les pays imposant les 12 tonnes à l'essieu, le "190" pour la France qui maintenait les 13 tonnes. C'est ainsi que la filiale française UNIC disposera à son catalogue toute la gamme 190, en version porteur et tracteur. Ayant cru au code européen, UNIC lança, de son côté, la gamme Unic T340 A avec deux essieux directeurs avant, qui sera un échec car très peu de transporteurs crurent à cette révolution du code français.

### La gamme IVECO 220/240
Durant toutes les années d'après guerre, les transporteurs italiens ont toujours favorisé les ensembles routiers au détriment des semi-remorques, beaucoup aidés en cela par leur code de la route. En 1978, la demande croissante de ces mêmes transporteurs de pouvoir disposer directement d'un tracteur pour semi-remorques ne nécessitant pas une transformation par un carrossier spécialisé pour devenir un 6x2/2 et une homologation pour circuler avec la charge maximale autorisée (44 tonnes) a incité IVECO, la marque qui s'est substituée à Fiat V.I., à lancer la gamme 220/240 où :
- le modèle "220" est un tracteur en configuration 6x2/2 avec le second essieu directeur placé juste devant l'essieu moteur. Le constructeur abandonnait alors la solution des 6x2 inversés comme c'était le cas sur les Fiat 180. Le tracteur "220" plus une semi traditionnelle italienne à 3 essieux avait ainsi un PTRA de 44 tonnes.
- le modèle "240" est un porteur en configuration 6x2/2 avec le 3e essieu autodirecteur placé après l'essieu moteur, avec un châssis long. Un ensemble routier avec un porteur "240" et une remorque à 3 essieux, dont le troisième simple et autodirecteur, disposait donc d'un PTRA de 44 tonnes.

Cette nouvelle gamme n'a pas été du goût des carrossiers industriels qui ont ainsi perdu en très peu de temps, toute leur activité. Privés des 4es essieux ajoutés, ils se voyaient ainsi privés également des 3es essieux sur les porteurs. Très peu de ces industriels réputés comme Viberti, Fresia, Isoli, Girelli, survivront.
La série IVECO 220/240 est dotée des mêmes cabines "T-Range" profondes et motorisations que les IVECO 180 à savoir :
- moteur Fiat 6 cylindres en ligne 8210.02 de 13 798 cm3 de cylindrée développant la puissance de 260 ch à 1 900 tr/min avec un couple impensable de 1 100 N m à 900 tr/min. Aucun camion ne disposait en série d'un moteur disposant d'autant de couple à un régime aussi bas. Version réservée aux marchés d'exportation, Grande-Bretagne notamment où les semi-remorques doivent avoir un tracteur à 3 essieux pour bénéficier du PTRA maximal.
- moteur Fiat-Iveco V8 8280-02 de 17 174 cm3 de cylindrée développant la puissance record, pour l'époque, de 352 ch à 2 400 tr/min avec un couple impensable de 1 350 N m à 1 200 tr/min. Aucun camion ne disposait encore d'un moteur de  350 ch avec 4 soupapes par cylindre.

Le client a le choix entre 3 boîtes de vitesses : Fuller à 13 rapports, ZF à 16 rapports ou Fiat à 8 rapports plus convertisseur.
La gamme 220/240 évoluera ensuite avec l'apparition des moteurs turbocompressés en 1982, ce qui préparait l'arrivée des TurboTech et TurboStar qui les remplaceront en 1985. Progressivement, à partir de 1982, le logo IVECO au centre de la calandre restera seul. Les petits écussons des marques en bas à droite vont disparaître totalement.

### Caractéristiques techniques
- PTAC : sur porteur 6x2/2 version "240" : 3e essieu arrière orientable et relevable, 20,0/24,0 t selon le pays, plus remorque de 18,0/20,0 t, soit un ensemble routier de 38 à 44 t selon le pays,
- PTRA tracteur semi remorques : version "220" : 38,0/44,0 t selon le pays.

### Série Lourde 220/240
| Modèle                                              | Années de production | Type moteur   | Cylindrée cm3 | Puissance ch DIN | PTC en tonnes                             |
| --------------------------------------------------- | -------------------- | ------------- | ------------- | ---------------- | ----------------------------------------- |
| Fiat 170/190.35N - porteur                          | 1976 - 1981          | Fiat 8280.22  | 17.174        | 352              | 18,0 - 44,0 (Italie) 19,0 - 38,0 (France) |
| Fiat 170/190.35T - train routier 35/44 t selon pays | 1976 - 1981          | Fiat 8280.22  | 17.174        | 352              | 18,0 - 44,0 (Italie) 19,0 - 38,0 (France) |
| Iveco 220.26 Tracteur                               | 1978 - 1982          | Fiat 8210.02  | 13.798        | 260              | 32,0/40,0 (Italie)                        |
| Iveco 220.35 Tracteur                               | 1981 - 1985          | Fiat 8280.02  | 17.174        | 352              | 38,0/44,0                                 |
| Iveco 240.26 Porteur                                | 1978 - 1982          | Fiat 8210.02  | 13.798        | 260              | 24,0/40,0 (Italie)                        |
| Iveco 240.35 Porteur                                | 1978 - 1982          | Fiat 8280.22  | 13.798        | 334              | 24,0/44,0                                 |
| Iveco 220.38 Tracteur                               | 1982 - 1985          | Fiat 8280.20  | 17.174        | 380              | 40,0/44,0 (Italie) 38,0 (France)          |
| Iveco 240.38 Porteur                                | 1982 - 1985          | Fiat 8280.22  | 17.174        | 380              | 24,0/44,0 (Italie)                        |
| Iveco 330.35 (Porteur 6x4)                          | 1979 - 1993          | Fiat 8280.22  | 17.174        | 352              | 33,0/56,0 (Italie)                        |
| Iveco 330.35 Tracteur                               | 1979 - 1993          | Fiat 8280.22  | 17.174        | 352              | 56,0 (Italie)                             |
| Iveco 190.42 TurboStar                              | 1984 - 1989          | Fiat 8280.20  | 17.174        | 420              | 40,0/44,0 (Italie) 38,0 (France)          |
| Iveco 190.48 TurboStar                              | 1984 - 1989          | Fiat 8210.42S | 17.174        | 476              | 24,0/44,0 (Italie) 38,0 (France)          |
| Iveco 240.36 TurboStar                              | 1987 - 1992          | Fiat 8210.42  | 13.798        | 377              | 24,0/44,0 (Italie)                        |
| Iveco 240.48 TurboStar                              | 1989 - 1993          | Fiat 8210.42S | 13.798        | 476              | 24,0/44,0 (Italie)                        |

La série IVECO 220/240 n'a jamais été fabriquée à l'étranger mais sera largement exportée en Grande-Bretagne où la demande de tracteurs de semi-remorques à 3 essieux était très importante.